# Giochi para-asiatici
I Giochi para-asiatici (in inglese Asian Para Games, anche conosciuti come Para Asiad) sono un evento multisportivo organizzato dal Comitato Paralimpico Asiatico che si tiene ogni quattro anni dopo i Giochi asiatici, al quale partecipano gli sportivi paralimpici del continente asiatico. Sono il più grande evento multisportivo per atleti con disabilità dopo i Giochi paralimpici.

## Storia
Prima della nascita dei Giochi para-asiatici, esistevano i cosiddetti FESPIC Games (Far East and South Pacific Games for the Disabled, ovvero Giochi dell'Estremo oriente e del Pacifico per disabili), Giochi a cadenza quadriennale nati nel 1975 e disputatisi fino al 2006, anno in cui la FESPIC Federation si fuse con il Consiglio Paralimpico Asiatico, dando vita al Comitato Paralimpico Asiatico.
La prima edizione dei nuovi Giochi para-asiatici si disputò a Guangzhou, in Cina, nel 2010.

## Edizioni
| Anno | Edizione                 | Sede                      | Sede                      | Date                    | Paesi | Sport | Atleti |
| ---- | ------------------------ | ------------------------- | ------------------------- | ----------------------- | ----- | ----- | ------ |
| 2010 | I Giochi para-asiatici   | Cina (bandiera)           | Cina (bandiera)           | 12 dicembre 19 dicembre | 41    | 19    | 2405   |
| 2010 | I Giochi para-asiatici   | Guangzhou                 | Cina                      | 12 dicembre 19 dicembre | 41    | 19    | 2405   |
| 2014 | II Giochi para-asiatici  | Corea del Sud (bandiera)  | Corea del Sud (bandiera)  | 18 ottobre 24 ottobre   | 41    | 23    | 2497   |
| 2014 | II Giochi para-asiatici  | Incheon                   | Corea del Nord            | 18 ottobre 24 ottobre   | 41    | 23    | 2497   |
| 2018 | III Giochi para-asiatici | Indonesia (bandiera)      | Indonesia (bandiera)      | 6 ottobre 13 ottobre    | 43    | 18    | 2757   |
| 2018 | III Giochi para-asiatici | Giacarta                  | Indonesia                 | 6 ottobre 13 ottobre    | 43    | 18    | 2757   |
| 2023 | IV Giochi para-asiatici  | Cina (bandiera)           | Cina (bandiera)           | TBA                     |       | 22    |        |
| 2023 | IV Giochi para-asiatici  | Hangzhou                  | Cina                      | TBA                     |       | 22    |        |
| 2026 | V Giochi para-asiatici   | Giappone (bandiera)       | Giappone (bandiera)       | TBA                     |       |       |        |
| 2026 | V Giochi para-asiatici   | Nagoya                    | Giappone                  | TBA                     |       |       |        |
| 2030 | VI Giochi para-asiatici  | Qatar (bandiera)          | Qatar (bandiera)          | TBA                     |       |       |        |
| 2030 | VI Giochi para-asiatici  | Doha                      | Qatar                     | TBA                     |       |       |        |
| 2034 | VII Giochi para-asiatici | Arabia Saudita (bandiera) | Arabia Saudita (bandiera) | TBA                     |       |       |        |
| 2034 | VII Giochi para-asiatici | Riad                      | Arabia Saudita            | TBA                     |       |       |        |

## Sport
Sono riportati di seguito gli sport che faranno parte del programma dei IV Giochi para-asiatici del 2023.
- Atletica leggera paralimpica
- Badminton
- Boccia
- Bowiling
- Bowls
- Calcio a 5-un-lato
- Canottaggio
- Ciclismo
- Go
- Goalball
- Judo

- Pallacanestro in carrozzina
- Paracanoa
- Pesistica
- Nuoto
- Scacchi
- Scherma in carrozzina
- Sitting volley
- Tennis in carrozzina
- Tennistavolo
- Tiro
- Tiro con l'arco

### Discipline soppresse
- Calcio a 7-un-lato (2010, 2014)
- Danza sportiva in carrozzina (2014)
- Rugby in carrozzina (2014)
- Vela (2014)

## Medagliere
Nel corso delle prime tre edizioni dei Giochi, le dieci nazioni che hanno conquistato il maggior numero di medaglie sono state:
| Posizione         | Paese             | Oro  | Argento | Bronzo | Totale |
| ----------------- | ----------------- | ---- | ------- | ------ | ------ |
| 1                 | Cina              | 531  | 301     | 195    | 1027   |
| 2                 | Corea del Sud     | 152  | 150     | 157    | 459    |
| 3                 | Giappone          | 115  | 154     | 164    | 433    |
| 4                 | Iran              | 115  | 118     | 103    | 336    |
| 5                 | Thailandia        | 64   | 102     | 136    | 302    |
| 6                 | Uzbekistan        | 58   | 31      | 25     | 114    |
| 7                 | Indonesia         | 47   | 63      | 74     | 184    |
| 8                 | Malaysia          | 41   | 57      | 71     | 169    |
| 9                 | Hong Kong         | 26   | 40      | 54     | 120    |
| 10                | Vietnam           | 20   | 19      | 42     | 81     |
| Totale (primi 10) | Totale (primi 10) | 1169 | 1035    | 1021   | 3225   |